# Монте
Вижте пояснителната страница за други значения на Монте.
Монтѐ (на френски: Monthey) е курортен град в Югозападна Швейцария, кантон Вале. Главен административен център на едноименния окръг Монте. Разположен е около река Рона на 22 km на югоизток от Монтрьо. Първите сведения за града като населено място датират от 950 г., когато тук е построен замък. ЖП възел, има летище. Населението му е 17 660 души по данни от преброяването на 1 март 2018 г.

## Побратимени градове
- Тюбинген, Германия